# Като Платрес
Ка̀то Пла̀трес (на гръцки: Κάτω Πλάτρες) е село в Кипър, окръг Лимасол. Според статистическата служба на Република Кипър през 2001 г. селото има 137 жители.
Намира се в южната част на планината Троодос, и е на 24 km северозападно от Лимасол.